# Ulrich Fugger il Vecchio
Ulrich Fugger, detto il Vecchio (Augusta, 9 ottobre 1441 – Augusta, 19 aprile 1510), è stato un banchiere e mercante tedesco, membro di una delle più importanti famiglie di banchieri d'Europa.

## Biografia
Figlio quartogenito del mercante Jacob Fugger il Vecchio e di sua moglie, Barbara Bäsinger, Ulrich era fratello di Jacob il Giovane che fu anche suo socio in affari, assieme a Georg il terzo fratello.
Ulrich gestì ufficialmente la compagnia dalla morte di suo padre nel 1469 fino alla propria morte, sebbene sino al 1497 sia rimasto formalmente sotto la tutela della madre. Con Ulrich ed il fratello Jacob i fatturati della società di famiglia aumentarono notevolmente, ma egli non fu in grado di raggiungere le capacità economiche del fratello minore, all'ombra del quale la sua figura si trovò quasi sempre ad operare.
Morì nel 1510 durante un'operazione chirurgica di calcoli alla vescica.

## Matrimonio e figli
Nel 1479 sposò Veronika Lauginger. Con lei ebbe i seguenti figli: Anna (nata nel 1484), Ursula (nata nel 1485), Ulrich il Giovane (nato nel 1490), Sybille (nata nel 1493) e Hieronymus (nato nel 1499).